# David Crane
David Crane (Filadélfia, 13 de agosto de 1957), é um produtor e escritor de séries. Ele foi um dos autores da famosa série Friends, para criar esta série, ao lado de sua amiga Marta Kauffman, baseou-se em suas experiências reais em Nova Iorque, após o término de seus estudos.
Sua parceria com Marta Kauffman gerou vários musicais, peças de teatro, e até mesmo outras séries. Além de Friends, os dois foram responsáveis por Dream On, transmitido pela HBO, Jesse e Veronica's Closet, estrelados por Christina Applegate e Kirstie Alley, respectivamente, e transmitidos pela NBC. Para completar a equipe, os dois uniram-se ao respeitado diretor Kevin S. Bright, e criaram a Bright, Kauffman, Crane Productions.
Em todos os episódios mais importantes de Friends, como finais de temporada, o 100º episódio, o término de Ross e Rachel, a trinca se unia e trabalhava junto. David e Marta escrevendo os episódios, enquanto Bright os dirigia.
Recentemente, David Crane mudou de emissora, e criou uma nova série, The Class, ao lado de seu companheiro Jeffrey Klarik. A série não se transformou em um grande hit da temporada, como os executivos da CBS esperavam, e foi cancelada ao término de sua reduzida 1ª temporada, ao todo apenas 19 episódios foram produzidos.

## Filmografia
- 2006 The Class, autor, escritor e produtor executivo
- 1998 Jesse, produtor executivo
- 1996 Veronica's Closet, autor e produtor executivo
- 1994 Friends, autor, escritor e produtor executivo
- 1990 Dream On, produtor e escritor.